# John Zorn
John Zorn (Nova Iorque, 2 de setembro de 1953) é um compositor e saxofonista norte-americano.

## Biografia
John Zorn nasceu na cidade de Nova Iorque e aprendeu ainda criança a tocar piano, violão e flauta. Sua família possuia gostos musicais variados e ele acabou ganhando a apreciação pela música clássica e world music de sua mãe, uma professora; através de seu pai, um cabeleireiro, conheceu o jazz, as chansons francesas, e a música country; ouviu também a coleção do seu irmão de doo-wop, e rock and roll da década de 1950. Zorn relembra um episódio de sua vida, após comprar uma gravação de Mauricio Kagel em 1968 na idade de quinze anos, que acabou influenciando seu interesse pela música experimental e a música avant-garde:
Cá estamos nós: Kagel, "Improvisation Ajoutée." Comprei esse quando tinha por volta de 15. Ainda lembro: comprara em setembro na Sam Goody, por 98 centavos. E é uma peça realmente alucinante, com rapazes gritando e piando, algo que me atraiu. Tinha ido até a casa de um amigo, ele gostava muito dos Rolling Stones. E eu tinha acabado comprar o disco, coloquei e ele me olhou com uma expressão.. quem diabos é você? Estás fora de ti? E a mãe dele estava lá, e ela estava como [coloca a palma da mão na bochecha] meu Deus, tira isso... e bem naquele momento tinha decidido: isto era a música.
Ainda adolescente, Zorn tocou baixo em uma banda de surf music. Ele estudou música com Leonardo Balada. Durante esses anos, ele aprendeu sozinho sobre orquestração e contraponto, transcrevendo trilhas e usando suas próprias composições, um procedimento de "plagiando, roubando, citando, ou da forma que queira chamar", fazendo colagem e da transposição para o seu próprio mundo, que ele tem vindo a utilizar ao longo de sua carreira.
Zorn começou a estudar o saxofone após descobrir o álbum For Alto (1969) do músico Anthony Braxton enquanto estudava composição no Webster College (agora Webster University), Zorn incorporou elementos do free jazz, avant-garde e música experimental, trilhas para cinema, performance e trilhas de desenhos animado de Carl Stalling em suas primeiras gravações que foram posteriormente lançadas como First Recordings 1973 (1995).
Após deixar o colégio, e após uma temporada na Costa Oeste, Zorn mudou-se para Manhattan onde deu concertos no seu apartamento e outras pequenas avenidas de Nova Iorque tocando saxofone e outras variedades de instrumentos de sopros, duck calls, fitas, e outros instrumentos.  Ele fundou o Theatre of Musical Optics (Teatro da Ótica Musical), um projeto de arte de performance, em 1975 e tornou-se importante participante na cena musical avant-garde do centro da cidade como compositor e produtor de uma música que desafiava qualquer confinamento em um gênero musical. Zorn usou posteriormente o termo 'Theatre of Musical Optics' como o nome de empresa para publicar suas composições.